# 苏州城市航站楼

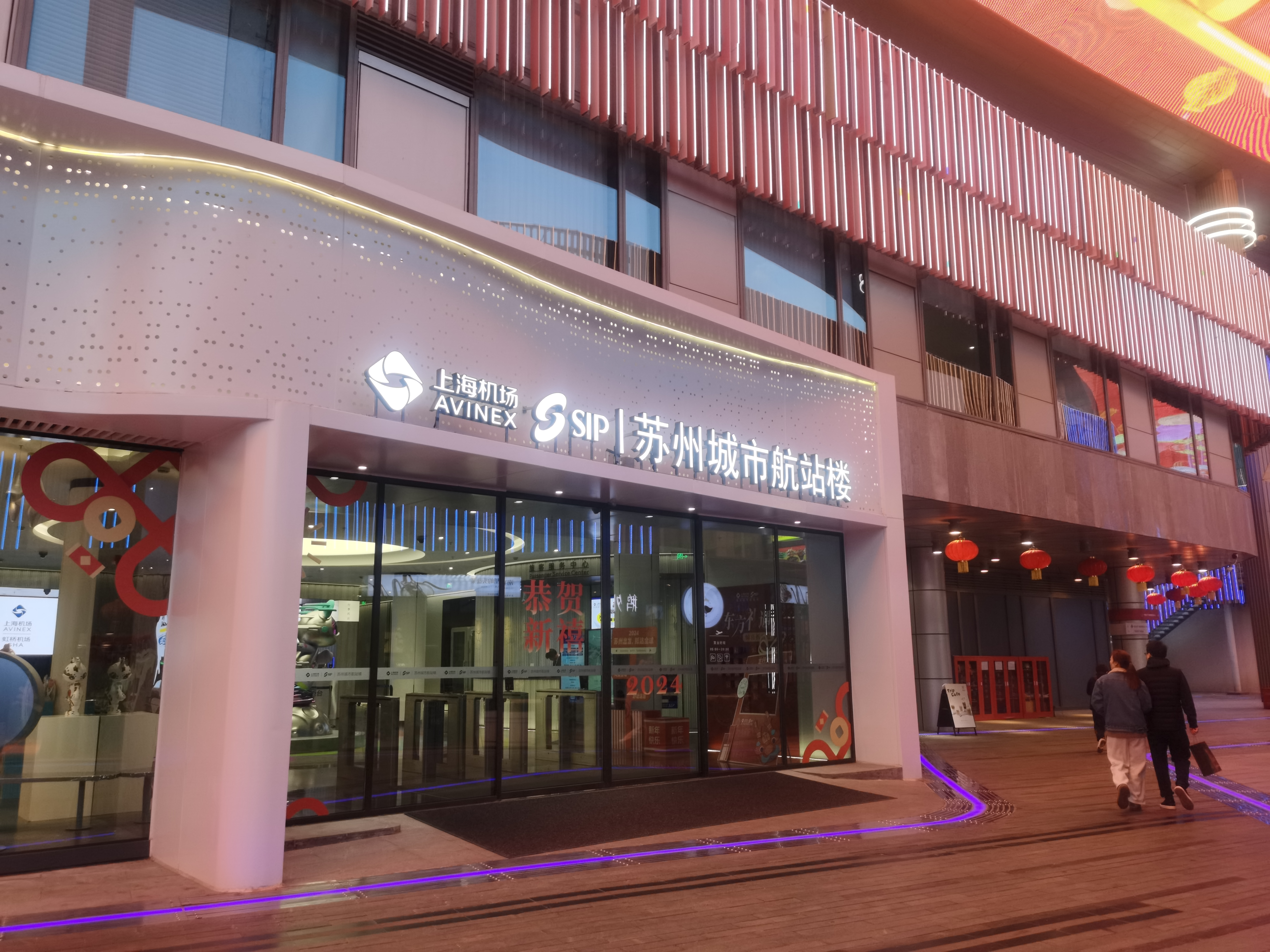
苏州城市航站楼正门

上海机场苏州城市航站楼是一座航站楼，位于江苏省苏州市苏州工业园区圆融时代广场天幕东街18栋。

## 历史
2021年10月13日上海机场集团与苏州工业园区管委会签署战略合作协议项目正式启动。2023年5月19日正式启用，2024年5月19日获SZO三字码。

## 服务
由上海虹桥国际机场或上海浦东国际机场出发的航班可在苏州预办登机。2024年1月1日起，中国东方航空和上海航空承运、在上海两机场始发的所有国内、国际航班均可在苏州值机。航站楼获得SZO代码后，东方航空推出苏州至上海的“虚拟航班”，即赋予航班编号的接驳班车，从而在苏州出发可以享受联程中转优惠票价。

## 交通
- 苏州地铁 时代广场站